# Флаг Поморского воеводства
Флаг Поморского воеводства — официальный символ Поморского воеводства. На флаге изображен чёрный Поморско-Вендийский грифон с поднятыми вверх крыльями, голова грифона с высунутым красным языком направлена влево. Композиция располагается на золотом поле.
Действующий вариант флага был утверждён парламентом воеводства 25 марта 2002 года.
В 2008 году, в целях повышения туристической привлекательности региона, было принято решение о разработке и производстве рекламной продукции, логотипов и иных рекламных материалов, относящихся к региону и составляющие его идентичность. Совет Поморского воеводства ввёл систему визуальной идентификации, содержащую изменённый дизайн герба. Примечательно, что Совет утвердил изменённое изображение грифона и оттенок флага без согласия парламента воеводства. Утверждённый флаг использовался до 2010 года.
Прототипом флага является фреска XVI века с изображением грифона, которая находится в пресвитерии Архиепископа Оливы в Гданьске.
Грифон, изображенный на флаге, также является частью герба Кашубии.